# St. Albanus (Kaltensundheim)

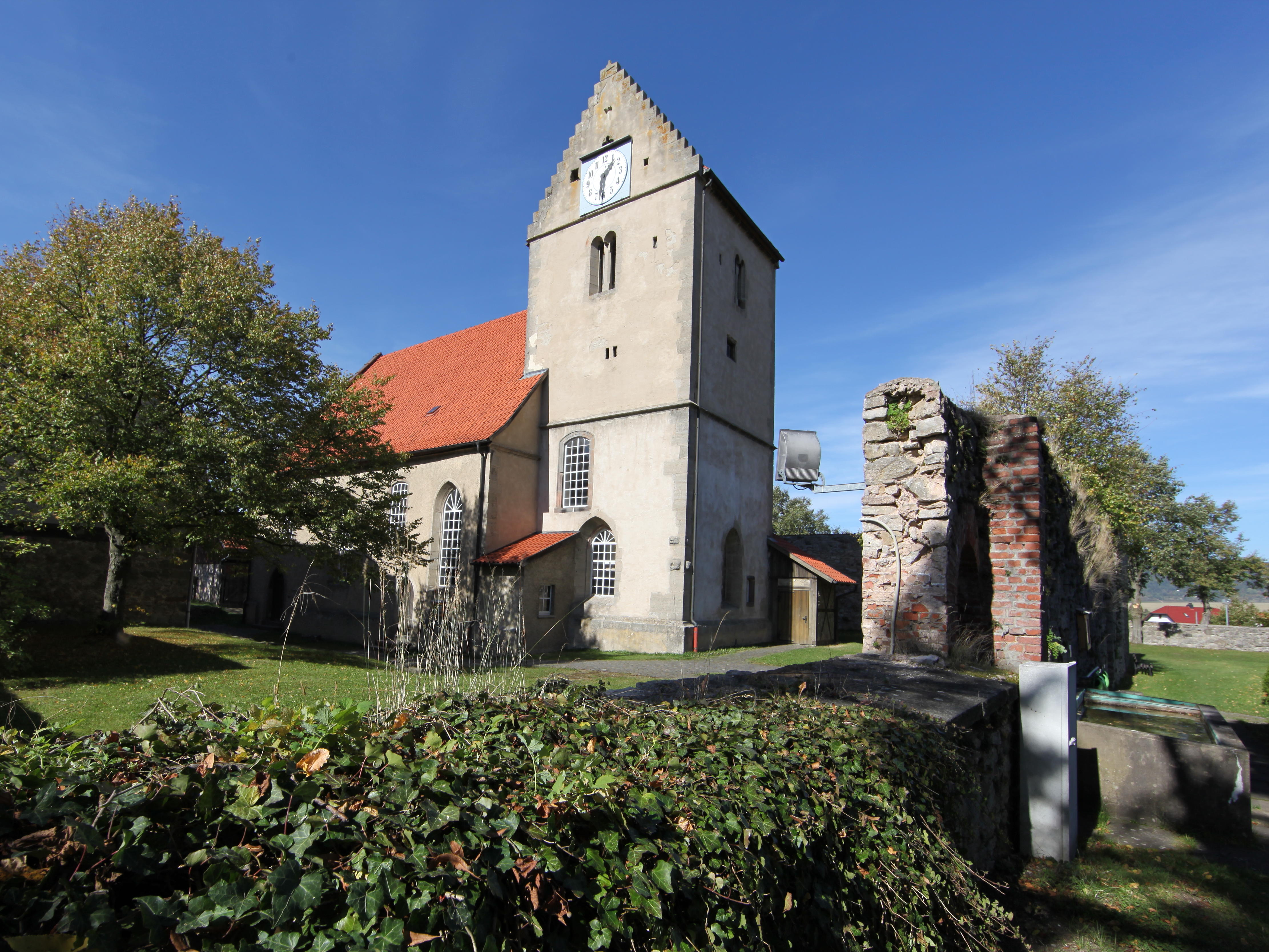
Kaltensundheim, St. Albanus

Die evangelisch-lutherische Wehrkirche St. Albanus steht in der Straße Burg von Kaltensundheim, einem Ortsteil der Stadt Kaltennordheim im Landkreis Schmalkalden-Meiningen in Thüringen. Die Kirchengemeinde gehört zur Pfarrei Kaltensundheim im Kirchenkreis Bad Salzungen-Dermbach der Evangelischen Kirche in Mitteldeutschland.

## Beschreibung
Das mit einem Satteldach bedeckte Langhaus wurde 1604 erbaut. Der eingezogene Chorturm der Saalkirche stammt von 1492, wie der Bauinschrift an der Südostecke zu entnehmen ist. Der Anbau für die Sakristei im Nordosten entstand später. Für die Region ungewöhnlich das Satteldach des Turms mit Staffelgiebeln. Dort befindet sich die Turmuhr. Das Geschoss darunter beherbergt hinter Klangarkaden den Glockenstuhl. Im Innenraum des Kirchenschiffs sind dreiseitig umlaufende bauzeitliche Emporen und im Osten die Orgelempore von ca. 1683.
Der Orgelprospekt ist mit Ornamenten versehen, u. a. mit dem Landeswappen Sachsens. Die alte Orgel der Stadtkirche Meiningen wurde hier in die Kirche umgesetzt. Sie wurde durch eine Orgel ersetzt, die 21 Register hat, die auf zwei Manuale und Pedal verteilt sind. Gebaut hat sie 1743 Johann Ernst Döring, umgebaut hat sie 1869 Johann Hoffmann und restauriert hat sie 2002 Hey Orgelbau.